# سرطان كماني سميك الأرجل
سرطان كماني سميك الأرجل (الاسم العلمي: Uca crassipes) هو نوع من الحيوانات يتبع جنس السرطان الكماني من فصيلة السرطانات الشبحية.